# Flaga Budapesztu
Flaga Budapesztu – jeden z symboli miejskich stolicy Węgier.

## Flaga w latach 1873–2011
Od samego początku była trójkolorowa (czerwony, złoty i niebieski), choć w 1873 roku domagano się, by była czterokolorowa na wzór herbu miasta Budapeszt. Ostatnia wersja tej flagi pochodzi z 1989 roku, jako efekt następstw przemian ustrojowych na Węgrzech. Dodatkowo na fladze miasta Budapeszt umiejscowiony jest również herb miasta.

## Flaga aktualna
Kolory zostały zaczerpnięte z herbu miasta. W tej wersji flaga posiada białe tło z czerwono-zielonymi elementami ozdobnymi na górze i na dole. Podobnie jak w wersji z lat 1873–2011, również i tutaj znajduje się herb miasta (jednakże jest on mniejszy).